# 実熊瑠琉
実熊 瑠琉（みくま るる、2005年3月17日 - ）は、日本のインフルエンサー、女優。GROVE（seju）所属。YouTubeチャンネル「超十代チャンネル」にレギュラー出演。

## 経歴
2022年にABEMAのオリジナル恋愛番組『今日、好きになりました。蜜柑編』に出演し、白間太陽とカップル成立した。
2023年2月22日に破局した。同年8月1日、ABEMAのオリジナル恋愛番組「今日、好きになりました。」における新企画「Bouquet by今日好き」から期間限定ボーカルグループ「arban」が中島結音、平松想乃とともに結成された。
2024年3月27日、Zepp Hanedaにて行われたイベント『青春祭 by 今日、好きになりました。』にて期間限定ボーカルグループ「arban」としての最後のステージを終えて卒業した。

## 人物
- 趣味は映画鑑賞、音楽聴くこと、キャンドル集めである。
- 特技は早起き、何でも楽しめる事。

## 作品

### 写真集
- 東京路地裏散歩 meets seju（2025年4月1日、撮影：酒井貴弘）[注釈 1][5]

## 出演

### テレビ番組
- #なのにたび イマドキ女子が伊勢志摩を旅したら?（2023年11月22日、CBCテレビ）
- 卒業RECORD2024（2024年3月24日、毎日放送）[6]
- ラブ!!Jリーグ（2024年8月2日、テレビ朝日）[7]

### 配信番組
- 今日、好きになりました。蜜柑編 （2022年1月17日 - 2月14日、ABEMA）

### テレビドラマ
- ビリオン×スクール 第6話（2024年8月9日、フジテレビ） - 佐山彩香 役
- 最寄りのユートピア（2024年9月25日、フジテレビ） - 総菜屋の店員 役[8]

### 配信ドラマ
- CICAラブ（2024年7月31日 - 8月14日、全3話、A’pieu. Japan 公式TikTok） - 主演・まどか 役[9]

### ウェブCM
- 明治「明治チョコレート復刻版」（2022年4月22日 - ）[10]
- ロート製薬「メンソレータム アクネス®」（2023年3月15日 - ）[11]
- 医療脱毛「エミナルクリニック」（2023年4月13日 - ）[12]
- 花王「メリット DAY＋」教室編 / 部活編（2023年5月24日 - / 5月31日 - ）[13]
- コーセーコスメポート 「ごめんね素肌マスク」（2023年9月28日 - ）[14]
- タウンワーク（2024年1月15日 - ）[15]

### 広告
- 「今日好き×ZOZOTOWN×WEGO」コラボアイテム（2022年4月22日 - ）[16]
- タカラトミー「ネルチップ」（2022年4月28日 - ） - 公式アンバサダー[17]
- 振袖TEENS by ジョイフル恵利（2023年1月11日 - ）[18]
- ウィゴー「WEGO」2023 SPRING（2023年3月18日 - ） - 春服アパレルモデル[19]
- ABC-MART×adidas「FRENCH PACK」（2023年3月24日 - ） - アパレルモデル[20]
- コシダカ「まねきねこ」ZEROカラ（2023年4月21日 - ） - キャンペーンイメージモデル[21]
- しまむら「VEHEMENT..」（2023年6月1日 - ） - アパレルモデル[22]
- Lcode「Marble」（2023年9月14日 - ） - イメージモデル[23]

### PV＆МV
- MACK JACK「心に太陽」（2022年12月2日）[24]
- まつむらかなう「幸せになるんだよ。」（2023年3月1日） - ジャケット写真も務める[25]
- フィルフリーク「アオカゼ」（2023年5月9日）[26]
- Penthouse「アイデンティファイ」（2023年10月25日）[27]
- LIL LEAGUE from EXILE TRIBE「真夏ノ花火」

### イベント
- シンデレラフェス
  - シンデレラフェス vol.9（2022年3月30日）
  - シンデレラフェス2024（2024年6月9日、さいたまスーパーアリーナ）[28]
- 超十代
  - 超超十代 -ULTRA TEENS FES- 2022（2022年3月31日、LINELIVE）
  - 超十代 -ULTRA TEENS FES- 2023（2023年3月30日、渋谷ヒカリエホール）[29]
  - 超十代 -ULTRA TEENS FES- 2024@TOKYO（2024年3月28日、渋谷ヒカリエホール）[30]
- EXIA Presents KANSAI COLLECTION 2022 AUTUMN＆WINTER（2022年8月4日、京セラドーム大阪）[31]
- TGC Teen
  - TGC teen 2022 Osaka（2022年8月11日、Zepp Osaka Bayside）
  - TGC teen 2022 Tokyo（2022年11月13日、LINE CUBE SHIBUYA）[32]
  - TGC teen ICHINOSEKI 2023（2023年5月27日、一関市総合体育館 ユードーム）[33]
  - TGC teen 2023 Summer（2023年8月4日、国立代々木競技場 第二体育館）[34]
  - TGC teen 2023 Winter（2023年11月12日、LINE CUBE SHIBUYA）[35]
  - TGC teen ICHINOSEKI 2024（2024年6月1日、一関市総合体育館 ユードーム）[36]
- Z世代女子のほんとう」出版記念イベント 〜Girls Summer Party〜 （2022年8月29日、渋谷パルコ 10階「ComMunE」）[37]
- 今日、好きになりました。〜江ノ島編〜（2023年8月24日・25日、SUMMER BREEZE）[38]
- SAPPORO COLLECTION 2023 AUTUMN/WINTER（2023年11月4日、北海道立総合体育センター）[39]
- GAKUSEI RUNWAY 2023（2023年12月10日、なんばHATCH）[40]
- 卒業RECORD2024（2024年3月3日、西京極総合運動公園）[6]
- 青春祭 by 今日、好きになりました。（2024年3月27日、Zepp Haneda）[41]
- GIRLS MEETING ATC OSAKA 〜I Love Beauty〜（2024年7月15日、ATCホール）[42]

### 書籍

#### 雑誌
- LARME
  - 「LARME」055 Winter（2022年12月16日）[43]
  - 「LARME」056 Spring（2023年3月17日）[44]
  - 「LARME」058（2023年9月15日）[45]
  - 「LARME」059（2023年12月15日）
  - 「LARME」061（2024年6月17日）[46]